# KBS전주방송총국
KBS전주방송총국(KBS全州放送總局)은 전북특별자치도 지역을 대상으로 하는 한국방송공사의 지역방송총국이다.

## 개요
대부분의 방송은 KBS 본사의 프로그램을 중계하고 있으나 지역의 소식 보도, 지역 현안, 문화, 시사교양적 프로그램 등을 자체 제작하여 편성하고 있다. 지난 1938년 익산방송국을 시작으로 전주시 중앙동과 금암동 사옥을 거쳐 73년 만에 현재의 효자동 사옥으로 자리를 옮겼다. 2012년 10월 23일 오후 2시를 기해 전북권 지역에 지상파 아날로그 TV 방송을 종료하였으며, 2013년 6월 12일에는 전라도 디지털 주파수 재배치를 완료했다.

## 업적
대표적으로 업적을 얻을 수 있었을때는 당시 진규현이 업무국장을 지낼때이다. 업무국장은 총국장과 거의 비슷한 권력을 가지고 있었기에, 그에따른 업적을 세울수있었다. 일단 방송 프로그램을 정리하고 임원들을 교채했다. 그런업적을 쌓아서 KBS에서 상을주기도 했다.

## 역대 방송지표
- 2015년: KBS와 함께 함께하는 희망찬 전북경제
- 2016년: 청년 전북 2016 한국문화의 창
- 2022년: 신뢰로 여는 통합의 창
- 2024년: 공정과 혁신으로, 새로운 KBS
- 2025년: 더 특별한 자치도 더 두둥실 전북

## 방송 송출 시설망

### TV
- 1TV
  - 호출부호 : HLKF-DTV
  - 가상채널 : 9-1
- 2TV
  - 호출부호 : HLAS-DTV
  - 가상채널 : 7-1

| 송신소          | UHD      | UHD      | UHD    | HD       | HD       | HD    | 송신소 위치                                | 비고  |
| 송신소          | 물리채널 | 물리채널 | 출력   | 물리채널 | 물리채널 | 출력  | 송신소 위치                                | 비고  |
| 송신소          | 1TV      | 2TV      | 출력   | 1TV      | 2TV      | 출력  | 송신소 위치                                | 비고  |
| --------------- | -------- | -------- | ------ | -------- | -------- | ----- | ------------------------------------------ | ----- |
| 모악산 송신소   | CH 24    | CH 56    | 5kW    | CH 27    | CH 44    | 2.5kW | 전북 김제시 금산면 금산리 산1              | [ 2 ] |
| 군산 중계소     | 준비중   | 준비중   | 준비중 | CH 14    | CH 16    | 10W   | 전북 군산시 해망동 산998-9                 |       |
| 미룡 소출력     | 준비중   | 준비중   | 준비중 | CH 27    | CH 44    | 0.05W | 전북 군산시 미룡동 897-2                   |       |
| 미륵산 중계소   | 준비중   | 준비중   | 준비중 | CH 19    | CH 50    | 20W   | 전북 익산시 금마면 산북리 산69-1           |       |
| 완주화산 소출력 | 준비중   | 준비중   | 준비중 | CH 27    | CH 44    | 0.05W | 전북 완주군 화산면 화평리                  |       |
| 경천 중계소     | 준비중   | 준비중   | 준비중 | CH 21    | CH 42    | 5W    | 전북 완주군 경천면 경천리 217-2            |       |
| 동상 중계소     | 준비중   | 준비중   | 준비중 | CH 29    | CH 30    | 10W   | 전북 완주군 동상면 사봉리 산58             |       |
| 소양 중계소     | 준비중   | 준비중   | 준비중 | CH 19    | CH 22    | 5W    | 전북 완주군 소양면 대흥리 산10             |       |
| 전주 중계소     | 준비중   | 준비중   | 준비중 | CH 29    | CH 30    | 20W   | 전북 전주시 덕진구 우아동1가 산299         |       |
| 변산 중계소     | 준비중   | 준비중   | 준비중 | CH 36    | CH 48    | 20W   | 전북 부안군 변산면 운산리 산48             |       |
| 도청 중계소     | 준비중   | 준비중   | 준비중 | CH 29    | CH 30    | 20W   | 전북 부안군 변산면 도청리 산115            |       |
| 정읍 중계소     | 준비중   | 준비중   | 준비중 | CH 23    | CH 25    | 20W   | 전북 정읍시 교암동 산58-1                  |       |
| 내장 중계소     | 준비중   | 준비중   | 준비중 | CH 37    | CH 38    | 5W    | 전북 정읍시 내장동 산231                   |       |
| 고부 소출력     | 준비중   | 준비중   | 준비중 | CH 27    | CH 44    | 0.05W | 전북 정읍시 고부면 고부리                  |       |
| 고창신림 소출력 | 준비중   | 준비중   | 준비중 | CH 27    | CH 44    | 0.05W | 전북 고창군 신림면 무림리                  |       |
| 고창 중계소     | 준비중   | 준비중   | 준비중 | CH 37    | CH 38    | 20W   | 전북 고창군 고창읍 교촌리 산5              |       |
| 무장 중계소     | 준비중   | 준비중   | 준비중 | CH 31    | CH 36    | 20W   | 전북 고창군 공음면 두암리 산120-2 (송림산) |       |
| 적상산 중계소   | 준비중   | 준비중   | 준비중 | CH 36    | CH 51    | 90W   | 전북 무주군 적상면 괴목리 산184            |       |
| 무주 중계소     | 준비중   | 준비중   | 준비중 | CH 23    | CH 34    | 20W   | 전북 무주군 무주읍 가옥리 산21             |       |
| 삼공 중계소     | 준비중   | 준비중   | 준비중 | CH 23    | CH 25    | 10W   | 전북 무주군 설천면 삼공리 산78-9           |       |
| 설천 중계소     | 준비중   | 준비중   | 준비중 | CH 22    | CH 30    | 5W    | 전북 무주군 설천면 소천리 680-1            |       |
| 심곡 중계소     | 준비중   | 준비중   | 준비중 | CH 19    | CH 22    | 10W   | 전북 무주군 설천면 심곡리 575-1            |       |
| 무풍 중계소     | 준비중   | 준비중   | 준비중 | CH 19    | CH 23    | 20W   | 전북 무주군 무풍면 현내리 산26             |       |
| 부남 중계소     | 준비중   | 준비중   | 준비중 | CH 31    | CH 28    | 5W    | 전북 무주군 부남면 대소리 601-1            |       |
| 용담 중계소     | 준비중   | 준비중   | 준비중 | CH 23    | CH 25    | 5W    | 전북 진안군 용담면 송풍리 1058-3           |       |
| 주천 중계소     | 준비중   | 준비중   | 준비중 | CH 19    | CH 20    | 5W    | 전북 진안군 주천면 신양리 산67             |       |
| 안천 중계소     | 준비중   | 준비중   | 준비중 | CH 38    | CH 37    | 5W    | 전북 진안군 안천면 노성리 산133            |       |
| 동향 중계소     | 준비중   | 준비중   | 준비중 | CH 14    | CH 15    | 5W    | 전북 진안군 동향면 대량리 산33-2           |       |
| 진안 중계소     | 준비중   | 준비중   | 준비중 | CH 19    | CH 22    | 20W   | 전북 진안군 진안읍 군하리 산44-1           |       |
| 좌포 중계소     | 준비중   | 준비중   | 준비중 | CH 45    | CH 30    | 5W    | 전북 진안군 성수면 좌포리 산163-1          |       |
| 장수 중계소     | 준비중   | 준비중   | 준비중 | CH 26    | CH 34    | 20W   | 전북 장수군 장수읍 대성리 산258-4 (팔공산) |       |
| 계남 중계소     | 준비중   | 준비중   | 준비중 | CH 29    | CH 35    | 20W   | 전북 장수군 계남면 신전리 산83             |       |
| 궁양 중계소     | 준비중   | 준비중   | 준비중 | CH 20    | CH 21    | 5W    | 전북 장수군 계남면 가곡리 산59             |       |
| 명덕 중계소     | 준비중   | 준비중   | 준비중 | CH 24    | CH 25    | 5W    | 전북 장수군 장계면 명덕리 산179-1          |       |
| 번암 중계소     | 준비중   | 준비중   | 준비중 | CH 37    | CH 32    | 5W    | 전북 장수군 번암면 노단리 1093-3           |       |
| 임실 중계소     | 준비중   | 준비중   | 준비중 | CH 16    | CH 22    | 20W   | 전북 임실군 임실읍 갈마리 산8-2            |       |
| 강진 중계소     | 준비중   | 준비중   | 준비중 | CH 29    | CH 35    | 5W    | 전북 임실군 강진면 갈담리 산42-2           |       |
| 노고단 중계소   | CH 24    | CH 56    | 2㎾    | CH 31    | CH 36    | 1㎾   | 전남 구례군 산동면 좌사리 산110-2          | [ 2 ] |
| 교룡산 중계소   | 준비중   | 준비중   | 준비중 | CH 25    | CH 29    | 90W   | 전북 남원시 산곡동 산25-9                  |       |
| 백일 중계소     | 준비중   | 준비중   | 준비중 | CH 27    | CH 33    | 5W    | 전북 남원시 산내면 대정리 산107            |       |
| 인월 중계소     | 준비중   | 준비중   | 준비중 | CH 30    | CH 38    | 20W   | 전북 남원시 인월면 취암리 34-2             |       |
| 대강 중계소     | 준비중   | 준비중   | 준비중 | CH 24    | CH 30    | 5W    | 전북 남원시 대강면 평교리 116              |       |
| 순창 중계소     | 준비중   | 준비중   | 준비중 | CH 34    | CH 40    | 20W   | 전북 순창군 순창읍 가남리 산9              |       |
| 복흥 중계소     | 준비중   | 준비중   | 준비중 | CH 16    | CH 20    | 20W   | 전북 순창군 복흥면 정산리 648-2            |       |

아날로그TV
- 1TV
  - 호출부호 : HLKF-TV

| 송신소        | 채널  | 채널  | 출력       | 송신소 위치                                |
| 송신소        | 1TV   | 2TV   | 출력       | 송신소 위치                                |
| ------------- | ----- | ----- | ---------- | ------------------------------------------ |
| 모악산 송신소 | CH 7  | CH 13 | 10㎾       | 전북 김제시 금산면 금산리 산1              |
| 군산 중계소   | CH 34 | CH 38 | 50W        | 전북 군산시 해망동 995-7                   |
| 경천 중계소   | CH 32 | -     | 10W        | 전북 완주군 경천면 경천리 217-2            |
| 동상 중계소   | CH 47 | CH 53 | 50W        | 전북 완주군 동상면 사봉리 산58             |
| 소양 중계소   | CH 26 | CH 28 | 10W        | 전북 완주군 소양면 대흥리 산10             |
| 전주 중계소   | CH 32 | CH 34 | 50W        | 전북 전주시 덕진구 우아동1가 산299         |
| 변산 중계소   | CH 58 | CH 40 | 100W       | 전북 부안군 변산면 운산리 산48             |
| 도청 중계소   | CH 24 | CH 26 | 10W        | 전북 부안군 변산면 도청리 산115            |
| 정읍 중계소   | CH 20 | CH 32 | 50W        | 전북 정읍시 교암동 산58-1                  |
| 내장 중계소   | CH 34 | CH 28 | 10W        | 전북 정읍시 내장동 산231                   |
| 고창 중계소   | CH 22 | CH 28 | 100W       | 전북 고창군 고창읍 교촌리 산5              |
| 무장 중계소   | CH 55 | CH 57 | 100W       | 전북 고창군 공음면 두암리 산120-2 (송림산) |
| 무주 중계소   | CH 12 | CH 26 | 10W / 100W | 전북 무주군 무주읍 읍내리 1317-2           |
| 적상산 중계소 | CH 53 | CH 58 | 500W       | 전북 무주군 적상면 괴목리 산184            |
| 삼공 중계소   | CH 12 | CH 32 | 10W / 50W  | 전북 무주군 설천면 삼공리 산79-1           |
| 설천 중계소   | CH 12 | CH 38 | 1W / 10W   | 전북 무주군 설천면 소천리 680-1            |
| 심곡 중계소   | CH 20 | CH 43 | 50W        | 전북 무주군 설천면 심곡리 산62-1           |
| 무풍 중계소   | CH 12 | CH 32 | 10W / 100W | 전북 무주군 무풍면 현내리 산26             |
| 부남 중계소   | CH 11 | -     | 1W         | 전북 무주군 부남면 대소리 601-1            |
| 진안 중계소   | CH 20 | CH 26 | 100W       | 전북 진안군 진안읍 군하리 산44-1           |
| 연장 중계소   | -     | CH 47 | 10W        | 전북 진안군 진안읍 연장리 산221-1          |
| 좌포 중계소   | CH 19 | CH 24 | 10W        | 전북 진안군 성수면 좌포리 산163-1          |
| 동향 중계소   | CH 48 | CH 40 | 10W        | 전북 진안군 동향면 대량리 산33-2           |
| 안천 중계소   | CH 25 | -     | 10W        | 전북 진안군 안천면 노성리 산133            |
| 용담 중계소   | CH 26 | CH 47 | 10W        | 전북 진안군 용담면 송풍리 1058-3           |
| 주천 중계소   | CH 42 | CH 47 | 10W        | 전북 진안군 주천면 신양리 산67             |
| 장수 중계소   | CH 26 | CH 34 | 50W        | 전북 장수군 장수읍 대성리 산258-4 (팔공산) |
| 계남 중계소   | CH 20 | CH 32 | 100W       | 전북 장수군 계남면 신전리 산83             |
| 궁양 중계소   | CH 55 | CH 26 | 10W        | 전북 장수군 계남면 가곡리 산59             |
| 명덕 중계소   | CH 43 | CH 24 | 10W        | 전북 장수군 장계면 명덕리 산179-1          |
| 번암 중계소   | CH 29 | -     | 10W        | 전북 장수군 번암면 노단리 1093-3           |
| 천천 중계소   | CH 48 | CH 40 | 10W        | 전북 장수군 천천면 남양리 468-15           |
| 임실 중계소   | CH 38 | CH 53 | 100W       | 전북 임실군 임실읍 갈마리 산54-9           |
| 강진 중계소   | CH 26 | CH 28 | 10W        | 전북 임실군 강진면 갈담리 산42-2           |
| 노고단 중계소 | CH 5  | CH 57 | 1㎾ / 10㎾ | 전남 구례군 산동면 좌사리 산110-2          |
| 교룡산 중계소 | CH 49 | CH 55 | 50W        | 전북 남원시 산곡동 산25-9                  |
| 백일 중계소   | CH 32 | CH 28 | 10W        | 전북 남원시 산내면 대정리 산107            |
| 인월 중계소   | CH 44 | CH 38 | 100W       | 전북 남원시 인월면 취암리 34-2             |
| 대강 중계소   | CH 34 | -     | 10W        | 전북 남원시 대강면 평촌리 116              |
| 순창 중계소   | CH 40 | CH 32 | 100W       | 전북 순창군 순창읍 가남리 산9              |
| 복흥 중계소   | CH 32 | -     | 100W       | 전북 순창군 복흥면 정산리 648-2            |

### 라디오
| KBS전주 제1라디오         | KBS전주 제1라디오 | KBS전주 제1라디오 | KBS전주 제1라디오 | KBS전주 제1라디오                 | KBS전주 제1라디오 | KBS전주 제1라디오 |
| 송신소                    | 주파수            | 출력              | 호출부호          | 송신소 위치                       | 방송구역&비고 |                   |
| ------------------------- | ----------------- | ----------------- | ----------------- | --------------------------------- | --- | ----------------- |
| 김제 송신소               | AM 567kHz         | 100kW             | HLKF              | 전북 김제시 신곡동 338-1          | 전북 전지역 |                   |
| 모악산 송신소             | FM 96.9MHz        | 5kW               | HLKF-SFM          | 전북 김제시 금산면 금산리 산1     | 전주시 일원, 익산시 일부, 군산시 일부, 김제시 일부, 남원시 일부, 정읍시 일부, 순창군 일부, 고창군 일부, 무주군 일부, 부안군 일부, 완주군 일부, 임실군 일부, 장수군 일부, 진안군 일부 |                   |
| 무주 중계소               | FM 88.7MHz        | 100W              | HLKO-SFM          | 전북 무주군 무주읍 대차리 산49-1  | 무주군 일원 |                   |
| 계남 중계소               | FM 91.9MHz        | 100W              | HLSN-SFM          | 전북 장수군 계남면 신전리 산83-1  | 장수군 일원 |                   |
| 노고단 중계소             | FM 88.3MHz        | 1kW               | HLKL-SFM          | 전남 구례군 산동면 좌사리 산110-2 | 전남 구례군 일원, 전북 전주시 일부, 익산시 일부, 군산시 일부, 김제시 일부, 남원시 일부, 정읍시 일부, 순창군 일부, 고창군 일부, 무주군 일부, 부안군 일부, 완주군 일부, 임실군 일부, 장수군 일부, 진안군 일부, 광주광역시 일부, 전남 목포시 일부, 해남군 일부, 보성군 일부, 광양시 일부, 순천시 일부, 여수시 일부, 고흥군 일부, 나주시 일부, 담양군 일부, 곡성군 일부, 화순군 일부, 장흥군 일부, 강진군 일부, 영암군 일부, 무안군 일부, 함평군 일부, 영광군 일부, 장성군 일부, 완도군 일부, 진도군 일부, 신안군 일부, 경남 남해군 일부, 하동군 일부 |                   |
| KBS전주 제2라디오(해피FM) |                   |                   |                   |                                   | |                   |
| 송신소                    | 주파수            | 출력              | 호출부호          | 송신소 위치                       | 방송구역&비고 |                   |
| 모악산 송신소             | FM 92.9MHz        | 3kW               | HLAS-SFM          | 전북 김제시 금산면 금산리 산1     | 전주시 일원, 익산시 일부, 군산시 일부, 김제시 일부, 남원시 일부, 정읍시 일부, 순창군 일부, 고창군 일부, 무주군 일부, 부안군 일부, 완주군 일부, 임실군 일부, 장수군 일부, 진안군 일부 |                   |
| KBS 제3라디오             |                   |                   |                   |                                   | |                   |
| 송신소                    | 주파수            | 출력              | 호출부호          | 송신소 위치                       | 방송구역&비고 |                   |
| 대야 송신소               | AM 675kHz         | 10kW              | HLAS              | 전북 군산시 대야면 죽산리 360-4   | 전북 전지역 |                   |
| KBS전주 음악FM            |                   |                   |                   |                                   | |                   |
| 송신소                    | 주파수            | 출력              | 호출부호          | 송신소 위치                       | 방송구역&비고 |                   |
| 모악산 송신소             | FM 100.7MHz       | 5kW               | HLKF-FM           | 전북 김제시 금산면 금산리 산1     | 전주시 일원, 익산시 일부, 군산시 일부, 김제시 일부, 남원시 일부, 정읍시 일부, 순창군 일부, 고창군 일부, 무주군 일부, 부안군 일부, 완주군 일부, 임실군 일부, 장수군 일부, 진안군 일부 |                   |
| 노고단 중계소             | FM 104.5MHz       | 3kW               | HLKL-FM           | 전남 구례군 산동면 좌사리 산110-2 | 전남 구례군 일원, 전북 전주시 일부, 익산시 일부, 군산시 일부, 김제시 일부, 남원시 일부, 정읍시 일부, 순창군 일부, 고창군 일부, 무주군 일부, 부안군 일부, 완주군 일부, 임실군 일부, 장수군 일부, 진안군 일부, 광주광역시 일부, 전남 목포시 일부, 해남군 일부, 보성군 일부, 광양시 일부, 순천시 일부, 여수시 일부, 고흥군 일부, 나주시 일부, 담양군 일부, 곡성군 일부, 화순군 일부, 장흥군 일부, 강진군 일부, 영암군 일부, 무안군 일부, 함평군 일부, 영광군 일부, 장성군 일부, 완도군 일부, 진도군 일부, 신안군 일부, 경남 남해군 일부, 하동군 일부 |                   |

### 라디오 시보 멘트
제 1라디오 : 한국인의 중심채널 KBS 제 1라디오가 ○○시를 알려드립니다.
AM 567KHz · FM 96.9 MHz KBS 제1라디오입니다. HLKF
제 2라디오 : (방송시작멘트만) 좋은 방송 밝은 내일 KBS가 5시를 알려드립니다.
```
             FM 92.9 MHz KBS 제2라디오입니다. HLAS
```

음악FM : 좋은 방송 밝은 내일 KBS가 잠시 후 ○○시를 알려드립니다.
FM 100.7 · 104.5 MHz KBS전주 음악FM방송입니다.

## 제작 프로그램

### KBS 1TV
PC,모바일 MY K로 실시간 시청 가능
내고향채널 → 전주

#### 보도 프로그램
| 프로그램명          | 방송시간            | 편성시간                                                | 앵커                    |
| ------------------- | ------------------- | ------------------------------------------------------- | ----------------------- |
| KBS 뉴스광장 전북권 | 15분                | 평일 아침 7시 35분 ~ 7시 45분                           | 김태은                  |
| KBS 뉴스 930 전북   | 10분                | 평일 아침 9시 45분 ~ 9시 55분                           | 봉효정                  |
| KBS 뉴스 7 전북     | 40분                | 월~목 저녁 7시 ~ 7시 40분                               | 진유민 ,주수빈          |
| KBS 뉴스 7 전북     | 5분                 | 금 저녁 7시 20분 ~ 7시 25분                             | 진유민                  |
| KBS 뉴스 9 전북권   | 평일 15분 주말 10분 | 평일 밤 9시 30분 ~ 9시 45분 주말 밤 9시 20분 ~ 9시 30분 | 정민(평일) 무작위(주말) |

#### 1TV 프로그램
- 모든방송은 HD기준인 동시에 지역총국은 DMB방송을 하지 않으며 6시 내고향은 월~목요일사이에 네트워크 제작을 한다.

| 방송 시간     | 프로그램        |
| ------------- | --------------- |
| 17:30 (월~수) | 투데이 전북     |
| 20:10 (화)    | 콘서트 나빌레라 |
| 22:00 (화)    | 심층토론        |
| 17:30 (금)    | 생생 3도        |
| 19:40 (금)    | 전.학.생        |

## 라디오
제1라디오
보도
| 프로그램명                  | 방송시간            | 편성시간                | 진행   |
| --------------------------- | ------------------- | ----------------------- | ------ |
| KBS 제1라디오 아침 9시 뉴스 | 월요일 ~ 금요일 5분 | 아침 9시 ~ 9시 5분      | 함윤호 |
| KBS 제1라디오 정오종합뉴스  | 월요일 ~ 금요일 5분 | 낮 12시 15분~ 12시 20분 | 무작위 |
| KBS 제1라디오 저녁 5시 뉴스 | 월요일 ~ 금요일 5분 | 저녁 5시 ~ 5시 5분      | 봉효정 |
| KBS 제1라디오 저녁 6시 뉴스 | 토요일 ~ 일요일 5분 | 저녁 6시 ~ 6시 5분      | 당직자 |

시사·교양
- 패트롤 전북 (시사교양, 평일 아침 8:30~아침 8:58) (진행 함윤호)
- 함윤호의 터놓고 말합시다 (시사교양, 일요일 오후 5:05~오후 5:58) (진행 함윤호)

제2라디오
프로그램
- 김태은의 가요뱅크 (연예오락, 매일 오전 11:00~낮 12:00) (진행 김태은)
- 즐거운 2PM (연예오락, 평일 오후 2:00~오후 3:00) (진행 홍석우)

종영 프로그램
- 봉효정의 이슈인전북 (1R) (2018년 4월 26일자로 폐지)
- 즐거운 저녁길 (2R) (2025년 1월 3일자로 폐지)

## 아나운서
| KBS 전주 아나운서 | KBS 전주 아나운서 | KBS 전주 아나운서 | KBS 전주 아나운서 | KBS 전주 아나운서 |
| 입사연도          | 기수              | 남성              | 여성              |                   |
| ----------------- | ----------------- | ----------------- | ----------------- | ----------------- |
| 1994년            | (20기)            |                   | 김태은, 김수진    |                   |
| 2005년            | (31기)            | 함윤호            |                   |                   |
| 2014년            | (41기)            |                   | 봉효정            |                   |

## 전직 아나운서

### 남성
- 정경수 (1965~1969, 전 CBS 아나운서 / 전 MBC 아나운서)
- 박용호 (1969~1970, 전 KBS 서울본국, 전 정치인, 전 국회의원)
- (故)박태남 (1984~1986, 전 전주방송 전 제주본국 전 KBS 서울본국,)
- 신강균 (1984~1986, 전 MBC 기자 서울본국 현 MBC 국장)
- 박태수 (1987~1993, 아나운서 부장, 현 퇴사)
- 박경추 (1992~1995, 현 MBC 서울본국)
- 양석규 (1993~2004, 아나운서 차장, 현 강원도청)
- 채화규 (1993~2004, 아나운서 부장, 현 강원대 교수)
- 윤인구 (1997~1998, 현 KBS 서울본국)
- 이천규 (1998~1999, 아나운서실 부장, 전 KBS 서울본국)
- 남순권 (전 KBS 포항, 현 퇴사)
- 이규봉 (2000~2001, 현 KBS 서울본국)
- 김기만 (2001~2002, 현 KBS 서울본국)
- 이상협 (2002~2003, 현 KBS 서울본국)
- 이광용 (2003~2004, 전 KBS 서울본국)
- 최동석 (2004~2005, 전 KBS 서울본국)
- 박명원 (2007~2012, 현 KBS 대전총국)
- 조충현 (2012~2013, 전 KBS 서울본국)
- 이광엽 (2019~2021, 현 KBS 서울본국)
- 김진현 (2021~2023, 현 KBS서울본국)
- 김형철 (2014~2023, 현 KBS 대전방송총국)
- 박철규 (2023~2024, 현 KBS 서울본국)

### 여성
- 김인순 (1979~2012, 퇴사)
- 이미선 (아나운서 부장, 전 KBS 서울본국)
- 지영서 (1993~1994, 전 KBS 서울본국)
- 유애리 (1995~1996, 전 KBS 서울본국)
- 고민정 (2004, 전 청와대 대변인)
- 김성은 (1993~1994, 현 KBS 서울본국)
- 정은숙 (2004~2010, 현 KBS 춘천총국)
- 정현정 (2010~2018, 현 KBS 제주총국)
- 정슬기 (2014~2015, 현 MBC 문화방송 본국)
- 김도연 (2018~2019, 전 KBS 서울본국)

## 기상캐스터
- 이예지

## 뉴스캐스터
- 주수빈
- 정민

## 취재기자
남성
- 김명성
- 한현철
- 이병문
- 박재홍
- 김종환
- 서승신
- 이종완
- 안태성
- 오중호
- 이지현
- 조경모
- 유진휘
- 박웅
- 진유민
- 안승길
- 서윤덕
- 오정현

여성
- 한주연
- 이수진
- 이화연
- 김진희
- 조선우
- 김현주

전직기자
- 국현호 (현 KBS 서울본국 기자)
- 양민오 (현 KBS대전방송총국 기자)
- 오세균 (현 KBS 서울본국 기자)
- 최정근 (현 KBS 서울본국 기자)

## 촬영기자
남성
- 신종호
- 정종배
- 신재복
- 이주노
- 김경섭
- 강수헌
- 안광석
- 한문현
- 정성수

### KBS군산방송국
KBS군산방송국(韓國放送公社 群山放送局)은 한국방송공사의 지역 방송국으로, 1969년 개국하였으며, 2004년 10월 31일에 지역방송국 기능조정 통폐합 정책에 따라 폐지되었다.

## 전직 아나운서
- 남순권 (1980~2004, 전 KBS 포항, 현 퇴사)
- 박대식 (1998~2001, 전 KBS 광주총국, 현 퇴사)
- 김인순 (1989~2004, 전 KBS전주총국, 현 퇴사)